# Parafia św. Floriana w Koprzywnicy
Parafia pw. św. Floriana w Koprzywnicy – parafia rzymskokatolicka znajdująca się w diecezji sandomierskiej w dekanacie Koprzywnica.
Erygowana po 1821. Kościół parafialny, pocysterski, późnoromańska bazylika z transeptem wzniesiona w latach 1207–1220 (budowniczy Simon), późnogotycki szczyt z około 1507 roku, kaplice i zakrystia z około 1697 roku. Mieści się przy ulicy Krakowskiej.
Na obszarze parafii leżą: Beszyce, Cegielnia, Gnieszowice, Niedźwice, Postronna, Skrzypaczowice, Sośniczany, Trzykosy, Zbigniewice, Koprzywnica – ulice: 11 Listopada, Armii Krajowej, Krakowska, Sportowa, Szkolna, Żeromskiego.

## Obiekty sakralne
- Kościół św. Floriana w Koprzywnicy
- Kaplica św. Maksymiliana w Postronnej.